# Бухарест
Бухаре́ст (рум. București МФА: [bukuˈreʃtʲ] «Букурешть») — столица и крупнейший город Румынии, важнейший экономический и культурный центр страны.
Ранее, в некоторых источниках использовали название Букарест. Население собственно города Бухареста составляет около 1,8 млн жителей, в городе и его пригородах в сумме проживает более 2,4 миллиона человек.

## Этимология
В средневековых латинских документах упоминается как Cetatia Dambovitci («город Дамбовицы», от гидронима Дымбовица). С 1459 года упоминается как селение под названием Бухарест (рум. București), которое происходит от личного имени «Букур» с суффиксом -ешти, указывающим на принадлежность селения. Личное имя «Букур» распространено в топонимии Румынии и в «чистой» форме — Букур, Букура. Слово «букур» сохранилось в албанском языке со значением «милый, красивый». Топонимическую легенду, что город основал в XV веке пастух по имени Букур, следует признать несостоятельной, поскольку город существовал и раньше.

## История

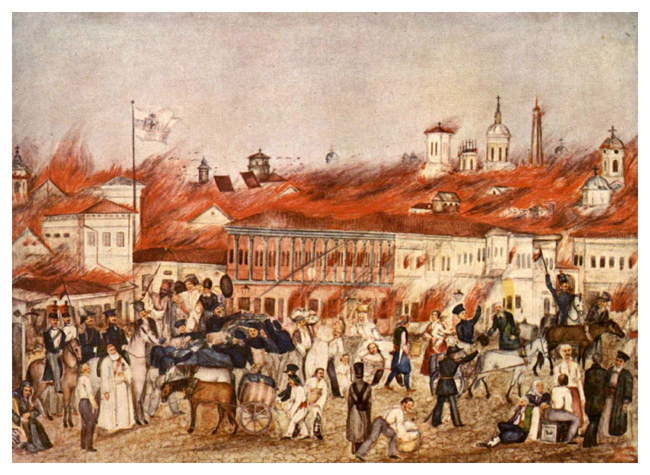
Великий пожар, 1847 год

Первое упоминание Бухареста историки находят в документах князя Влада III Цепеша от 1459 года, который построил на месте современного города крепость для защиты Валахии от турок.
Через двести лет Бухарест становится одним из столичных городов Валахии, окончательно столицу княжества сюда перенёс Константин Брынковяну.
В 1862 году Бухарест провозглашён столицей Румынского государства. До Второй мировой войны Бухарест застраивался во французском стиле бозар; его широкие бульвары были призваны напоминать османовский Париж.

### Мирные договоры, подписанные в Бухаресте
- мирный договор 28 мая 1812 — после русско-турецкой войны 1806—1812, по которому Молдавское княжество лишилось Бессарабии
- мирный договор 3 марта 1886 — после войны между Сербией и Болгарией
- мирный договор 10 августа 1913 — после Второй Балканской Войны
- мирный договор 14 (27) августа 1916 — мирный договор между Румынией и Антантой
- мирный договор 6 мая 1918 — мирный договор между Румынией и Тройственным союзом, который не был ратифицирован[13].

## Физико-географическая характеристика

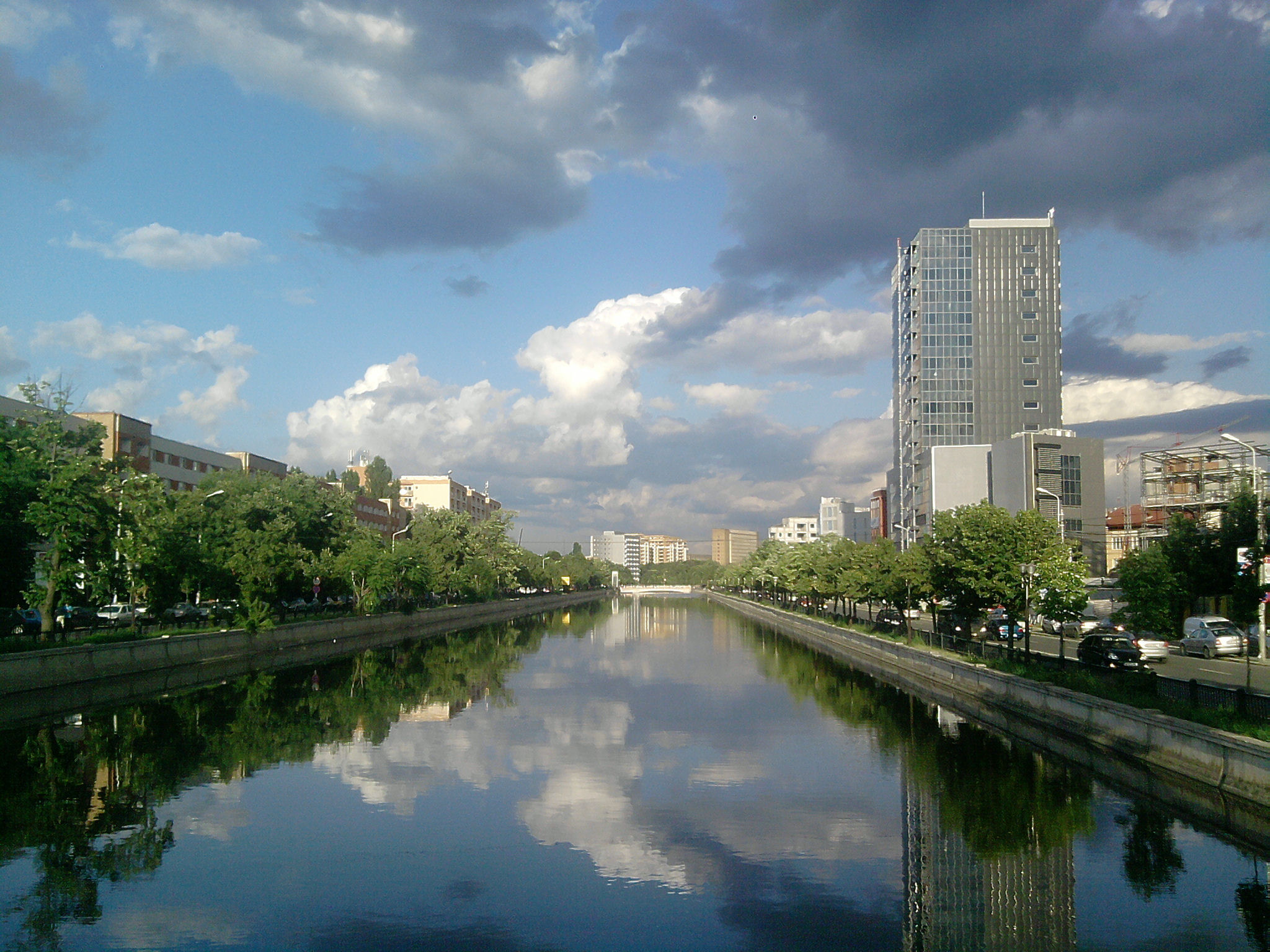
Река Дымбовица в центре Бухареста

Бухарест расположен на юго-востоке Румынии в центральной части Нижнедунайской низменности, на несудоходной реке Дымбовице (рум. Dâmboviţa), в 45 км от Дуная и в 230 км от Чёрного моря.
Кроме небольшого притока Дымбовицы, реки Колентине, на северной окраине города расположена цепочка озёр. Самые большие из них — озеро Флоряска, Тей, Херэстрэу. В центре города сооружено искусственное озеро Чишмиджиу, окружённое садами и парками. Раньше на месте Бухареста были Влахские кодры, после расчистки которых началось активное заселение этих земель.
Считается, что Бухарест, как и Рим, был построен на семи холмах:
- холм Михая Водэ
- холм Патриархии
- холм Раду Водэ
- холм Котрочень
- холм Спирей
- холм Вэкэрешть
- холм Св. Георгия

Общая площадь города — 238 км². Высота над уровнем моря — от 55,8 метра в юго-восточной части Бухареста до 91,5 метра возле церкви в районе Милитарь.
До недавнего времени Бухарест окружала в основном сельская местность, но после 1989 года началось активное строительство новых пригородных районов в уезде Илфов.

### Близлежащие города
- Плоешти (рум. Ploiești) (60 км на север)
- Тырговиште (рум. Târgoviște) (80 км на северо-запад)
- Александрия (рум. Alexandria) (84 км на юго-запад)
- Бузэу (рум. Buzău) (110 км на северо-восток)

### Климат
Климат Бухареста — умеренно континентальный, с жарким относительно душным летом и мягкой переменчивой зимой. Такой климат обусловлен относительно низкой широтой города. Среднегодовая температура +10,8 °C.
| Показатель                                  | Янв.  | Фев. | Март  | Апр. | Май  | Июнь | Июль | Авг. | Сен. | Окт. | Нояб. | Дек.  | Год   |
| ------------------------------------------- | ----- | ---- | ----- | ---- | ---- | ---- | ---- | ---- | ---- | ---- | ----- | ----- | ----- |
| Абсолютный максимум, °C                     | 17,1  | 24,4 | 29,0  | 32,2 | 36,9 | 39,0 | 42,2 | 41,0 | 38,5 | 35,2 | 25,1  | 18,4  | 42,2  |
| Средний суточный максимум, °C               | 2,8   | 5,5  | 11,4  | 18,0 | 24,0 | 27,7 | 29,8 | 29,8 | 24,6 | 17,9 | 9,8   | 3,8   | 17,1  |
| Средняя температура, °C                     | −1,3  | 0,4  | 5,4   | 11,2 | 16,8 | 20,6 | 22,5 | 22,0 | 16,9 | 11,0 | 4,7   | −0,2  | 10,8  |
| Средний суточный минимум, °C                | −4,8  | −4   | 0,1   | 4,9  | 9,6  | 13,6 | 15,4 | 14,9 | 10,5 | 5,4  | 0,6   | −3,4  | 5,2   |
| Абсолютный минимум, °C                      | −32,2 | −29  | −19,9 | −9,5 | −3,9 | 4,5  | 7,4  | 5,2  | −3,1 | −8   | −19,4 | −25,6 | −32,2 |
| Норма осадков, мм                           | 37    | 37   | 44    | 50   | 56   | 83   | 70   | 56   | 64   | 53   | 46    | 48    | 643   |
| Источник: worldweather.org, Погода и Климат |       |      |       |      |      |      |      |      |      |      |       |       |       |

## Административное деление
Бухарест разделён на 6 административных секторов (рум. sectoare), каждый из которых в свою очередь подразделяется на районы (рум. cartiere).
- сектор 1: Бэняса (Băneasa), Пипера (Pipera), Флоряска (Floreasca)
- сектор 2: Пантелимон (Pantelimon), Колентина (Colentina), Обор (Obor)
- сектор 3: Витан (Бухарест) (Vitan), Титан (Titan), Чентру Чивик (Centru Civic), Липскань
- сектор 4: Берчень (Berceni), Олтеницей (Olteniţei)
- сектор 5: Рахова (Rahova), Ферентарь (Ferentari), Котрочень (Cotroceni)
- сектор 6: Джулешть (Giuleşti), Друмул Таберей (Drumul Taberei), Милитарь (Militari), Крынгашь (Crângaşi)

Каждый сектор Бухареста управляется собственной примэрией. Выборы местной администрации проходят раз в четыре года. Главным примаром города с октября 2020 года стал Никушор Дан.
Кроме глав местных администраций и главного примара у Бухареста есть префект, назначаемый правительством Румынии. Префект не может состоять в какой-либо политической партии. В задачи префекта входит представление правительства страны на местном уровне. Он следит за выполнением планов национального развития в городе. Текущим префектом Бухареста является Кэлин Дияконеску (Călin Diaconescu).
Законодательную власть представляет муниципальный совет, состоящий из депутатов представляющих 5 партий (социал-демократическая партия Румынии-24, Союз за сохранение Румынии-15, Национал-либеральная партия-8, Альянс либералов и демократов −4, Партия народного движения- 4)

## Население
Численность населения Бухареста значительно возросла в течение двух последних столетий благодаря урбанизации Румынии, которая до середины XX века была аграрной страной. На сегодняшний день около 9 % населения Румынии живёт в Бухаресте.
| 1798       | 1800       | 1831       | 1859       | 1877       | 1900     | 1918     | 1930     | 1956       | 1966       | 1977       | 1992       |
| ---------- | ---------- | ---------- | ---------- | ---------- | -------- | -------- | -------- | ---------- | ---------- | ---------- | ---------- |
| 30 000     | ↗32 000    | ↗61 000    | ↗122 000   | ↗178 000   | ↗282 000 | ↗383 000 | ↗639 000 | ↗1 237 000 | ↗1 452 000 | ↗1 807 000 | ↗2 067 000 |
| 1998       | 2002       | 2005       | 2011       | 2021       |          |          |          |            |            |            |            |
| ↘2 029 000 | ↘1 926 000 | ↗1 929 000 | ↘1 883 425 | ↘1 716 961 |          |          |          |            |            |            |            |

Средняя продолжительность жизни в Бухаресте в 2000—2002 годах составляла 73,1 года, что на 2 года больше, чем среднее значение по всей Румынии.
Около 97 % населения Бухареста составляют этнические румыны. Вторую по численности группу населения составляют цыгане (1,4 %), за ними следуют венгры (0,3 %), евреи (0,1 %) и китайцы (0,1 %). 96,1 % жителей Бухареста являются православными, 1,2 % — римскими католиками, 0,5 % — мусульманами, 0,4 % — греко-католиками.

## Экономика
Хотя в Бухаресте проживает около 9 % населения Румынии, в нём производится около 21 % валового внутреннего продукта страны. В Бухаресте сконцентрирована четверть промышленного производства Румынии, это наиболее индустриализированная часть страны. Почти две трети налогов в стране платят жители Бухареста и юридические лица, зарегистрированные в городе.
В апреле 2005 уровень безработицы в Бухаресте составлял 2,7 %, что значительно меньше, чем в целом по стране (5,5 %).

## Транспорт

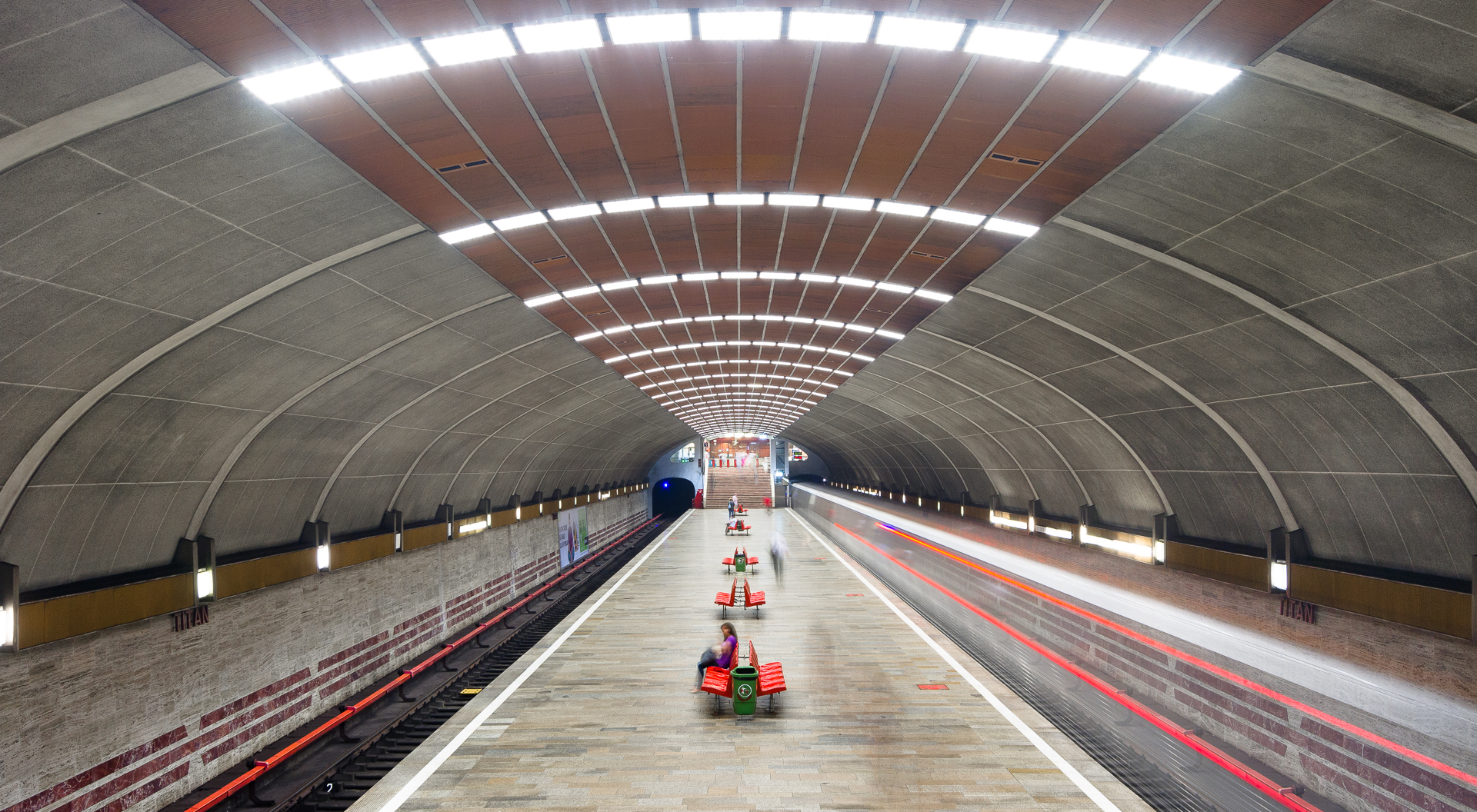
Бухарестское метро

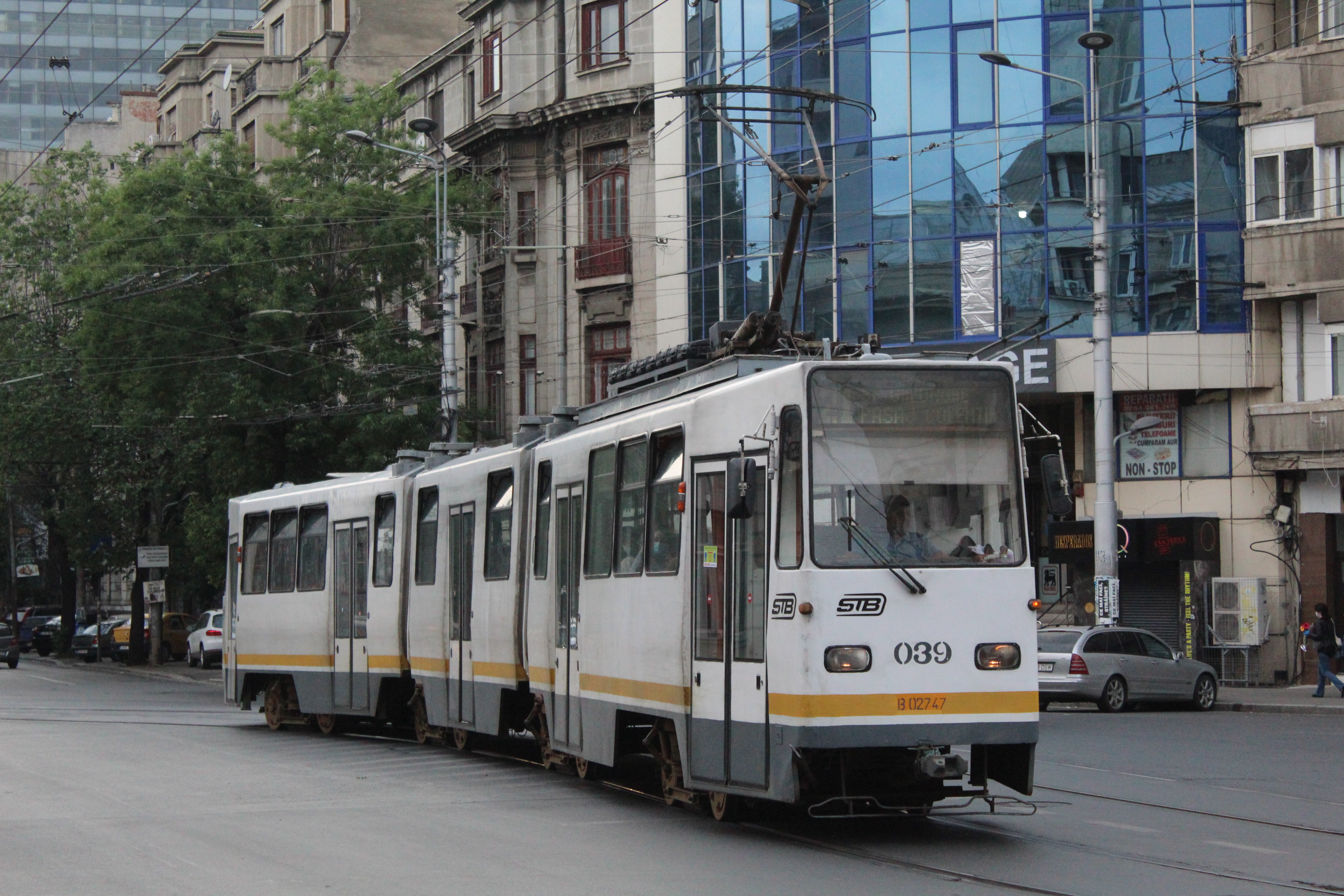
Бухарестский трамвай

В Бухаресте действует самая большая транспортная сеть в Румынии и одна из самых больших в Юго-Восточной Европе.
Транспортную систему Бухареста можно разделить на следующие части:
- метрополитен, имеющий пять основных линий общей протяжённостью около 78,5 км[16]
- наземная транспортная система, состоящая из автобусов, трамваев, троллейбусов и скоростных трамваев (управляется компанией RATB). В городе 106 автобусных, 37 троллейбусных и 26 трамвайных маршрутов
- система частных такси

Возле Бухареста расположен международный аэропорт «Генри Коанда» (бывший аэропорт Отопень). В нём работают авиакомпании TAROM, Alitalia, Lufthansa, Air Canada и Air France. Другие частные румынские авиакомпании используют международный аэропорт «Аурел Влайку». Действует авиационный учебный центр от компании Fly Level.

## Бухарест в искусстве

### Кинематограф
- Американский документальный фильм «Детское подземелье» (2000)[17] о жизни бездомных детей в Бухаресте.
- Румынско-французский фильм «Филантропия» (2002)[18] в комедийном жанре повествует о жизни города.
- Канадская драма «Дикие псы» (2002)[19] рассказывает о местных жителях и гостях Бухареста.
- Приключенческий фильм «Кровь и шоколад» (2007) о современных оборотнях на фоне пейзажей города.
- Серия фильмов про комиссаров полиции Бухареста Тудора Миклована и Михая Романа «Комиссар полиции и малыш», «Комиссар полиции обвиняет», «Реванш», «Чистыми руками», «Последний патрон» и другие.
- Фильм «7 секунд» с Уэсли Снайпсом в главной роли.
- Фильм Фредерика Бонда «Опасная иллюзия» (в оригинале: англ. Charlie Countryman) с Шайа ЛаБафом, Эван Рейчел Вуд и Мадсом Миккельсеном.

### Музыка
- «Привет Бухаресту» Архивная копия от 29 сентября 2007 на Wayback Machine (музыка: М. Табачников, слова: Я. Хелемский, К. Пастрамэ, исполняет: Марк Бернес)
- Бухарест («Я тобою в Бухаресте грезил наяву» и «Я привёз тебе, Москва, из Бухареста с песней народа слово привета») также упоминается в песне «Тебя я полюбил, Москва» (музыка: Э. Роман, слова: Г. Регистан, исполняет Джика Петреску[20]; в фильме «Девушка с гитарой» песню исполняет Джиджи Марга[21])
- В репертуаре норвежской пауэр- и прогрессив-металлической группы Divided Multitude есть композиция Streets Of Bucharest[22].
- В репертуаре ирландской фолк-панк-группы Blood Or Whiskey есть песня под названием Bucharest[23].

## Бухарест в топонимах
В Санкт-Петербурге существуют Бухарестская и Малая Бухарестская улицы, названные в честь Бухареста, когда он был столицей СРР.

## Культура
В Бухаресте действуют несколько театров, среди них:
- Национальный театр
- Государственный еврейский театр (бывший «Барашеум»)

## Наука и образование

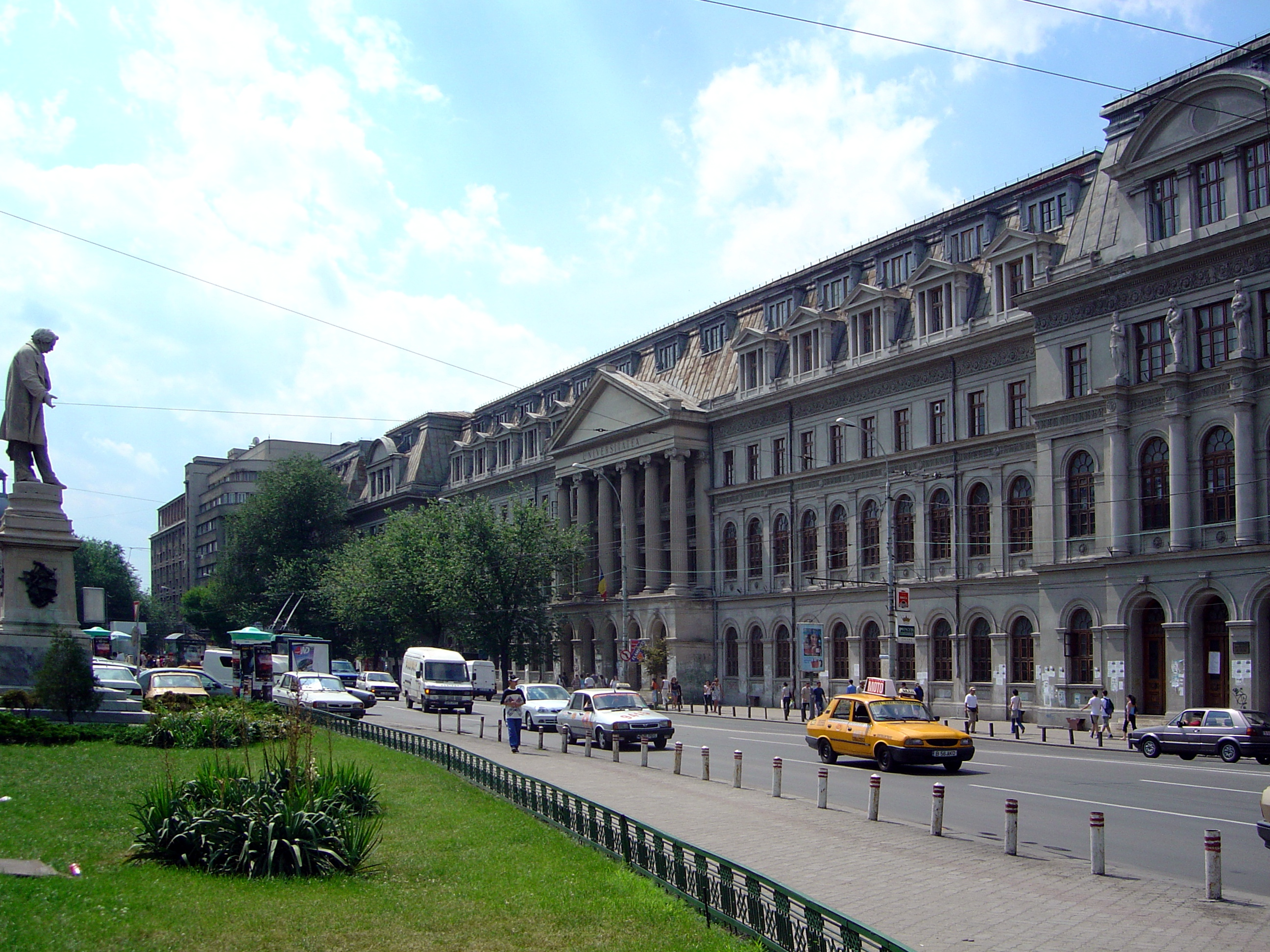
Бухарестский университет

Первое в Румынии высшее учебное заведение — Академия Святого Саввы — было создано в 1694 году. В 1864 году был открыт Бухарестский Университет. На сегодняшний день в столице обучаются около 100 тысяч студентов в 21 высшем учебном заведении.

### Учебные заведения
- Университет Бухареста
- Бухарестский политехнический университет
- Университет архитектуры и урбанизма имени Иона Минку
- Национальный университет музыки
- Национальный университет театра и кино «И. О. Караджиале»
- Бухарестский национальный университет искусств
- Экономическая академия
- Медицинский и фармацевтический университет «Карол Давила». Архивировано из оригинала 7 февраля 2019 года.
- Университет сельского хозяйства и ветеринарии
- Бухарестский технический строительный университет
- Румынско-Американский Университет Архивная копия от 22 марта 2022 на Wayback Machine
- Британско-Румынский Университет Архивная копия от 13 июня 2021 на Wayback Machine
- Техническая военная академия
- Университет «Николае Титулеску»

### Наука
1 апреля 1908 года указом министра просвещения и народного образования была учреждена Бухарестская астрономическая обсерватория — первая румынская государственная астрономическая обсерватория. Данная обсерватория была основой для первого научно-исследовательского института Румынии — Института Астрономии Академии Наук Румынии.

## Спорт

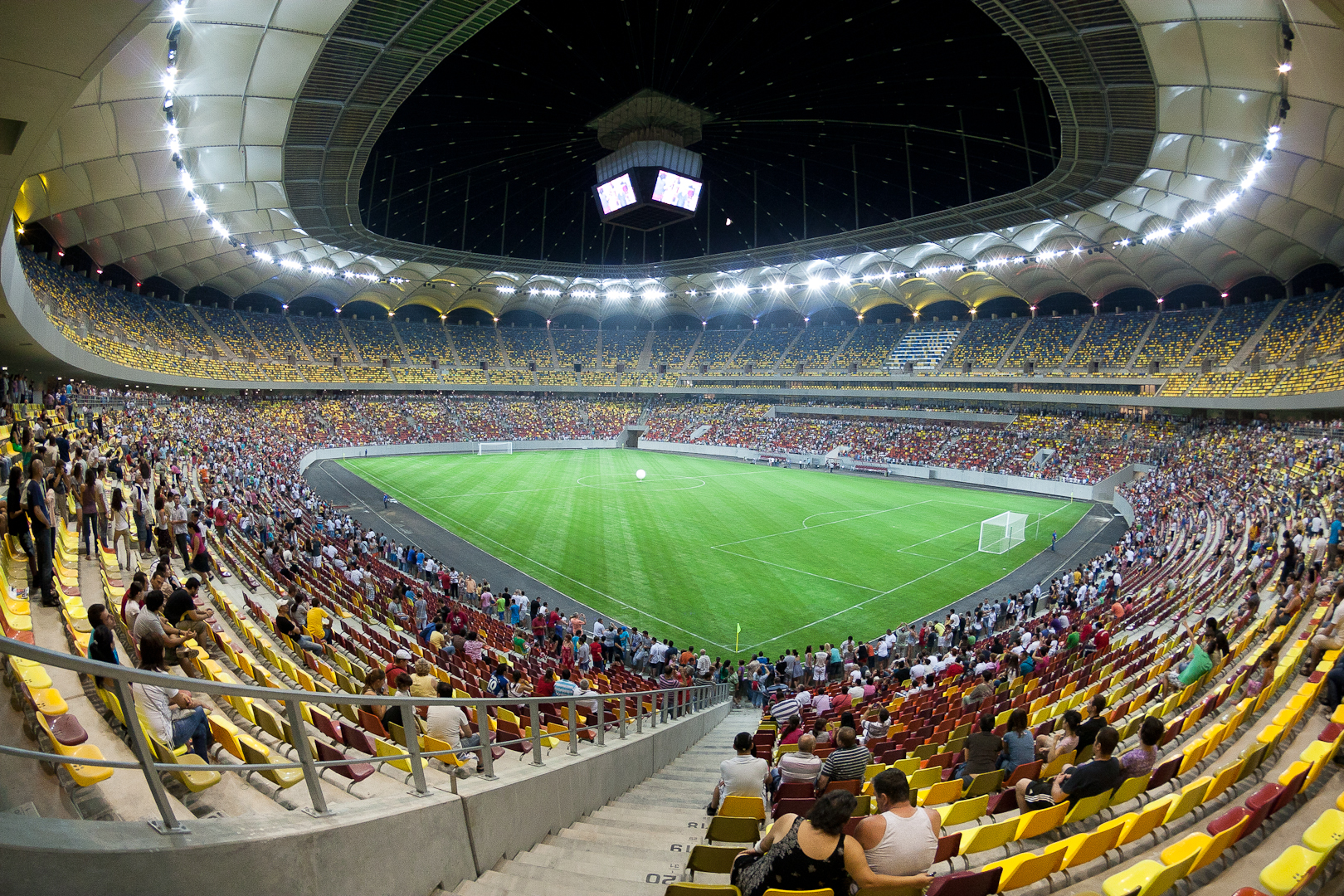
«Народный стадион»

### Футбол
- «Студенческий спорт» («Sportul Studenţesc») — основан в 1916 году
- «ФК Рапид» («FC Rapid») — основан в 1923 году
- «ФК Национал» («FC Naţional») — основан в 1944 году
- «ФК Стяуа» (рум. FC Steaua Bucureşti) — основан в 1947; победитель Кубка европейских чемпионов в 1986 году
- «ФК Динамо Бухарест» («FC Dinamo Bucureşti») — основан 1948 году

### Баскетбол
- «Dinamo Erbasu»
- «Rapid Isover»

## Архитектура
Большинство исторических районов города было уничтожено во время проведения систематизации в середине XX века. Примечательная архитектура XIX—XX веков сохранилось в основном районе Липскань в центре города.
- Дворец Парламента — одно из самых больших по объёму зданий мира
- Национальный музей искусств Румынии — коллекция предметов искусства короля Кароля I, расположен в здании Королевского дворца
- Православные церкви XVIII века и Куртя-Веке
- Брынковянская загородная резиденция Дворец Могошоая (1698—1702)
- Музей крестьянского искусства Румынии и Музей румынской деревни им. Димитрия Густи[рум.]
- Триумфальная арка (рум. Arcul de Triumf) между шоссе Киселёва и бульваром «Король Михай I»[рум.]
- Румынский атенеум
- Дворец Крецулеску
- Собор спасения нации
- Католический собор св. Иосифа

### Парки и сады
- Сады Чишмиджиу[рум.]
- Лес Бэняса
- Бордей
- Бухарестский ботанический сад
- Парк Кароля I ·  Сад Кисмигиу
- Парк короля Михая I
- Градина Икоаней
- Тинеретулуи

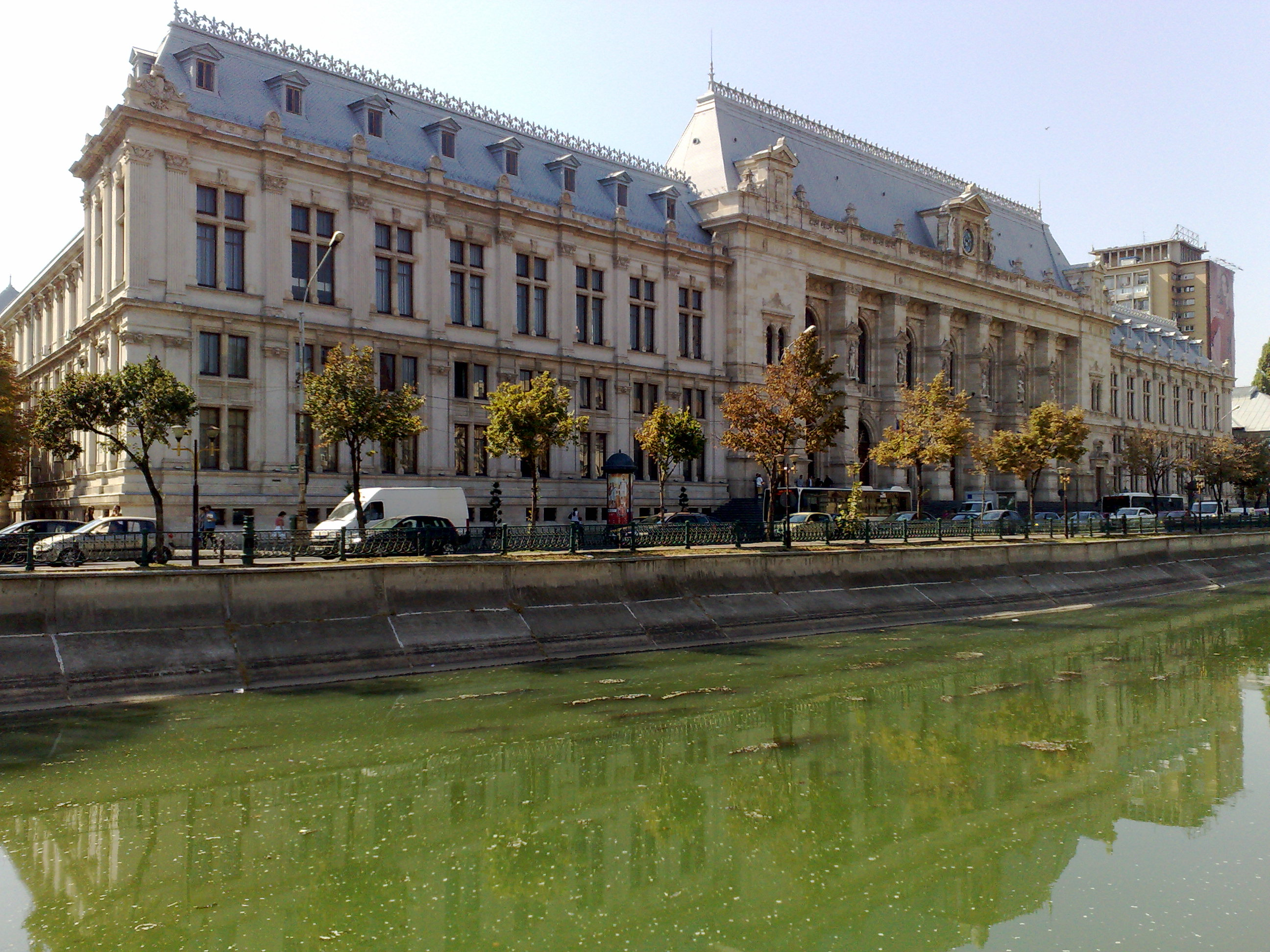
Дворец правосудия
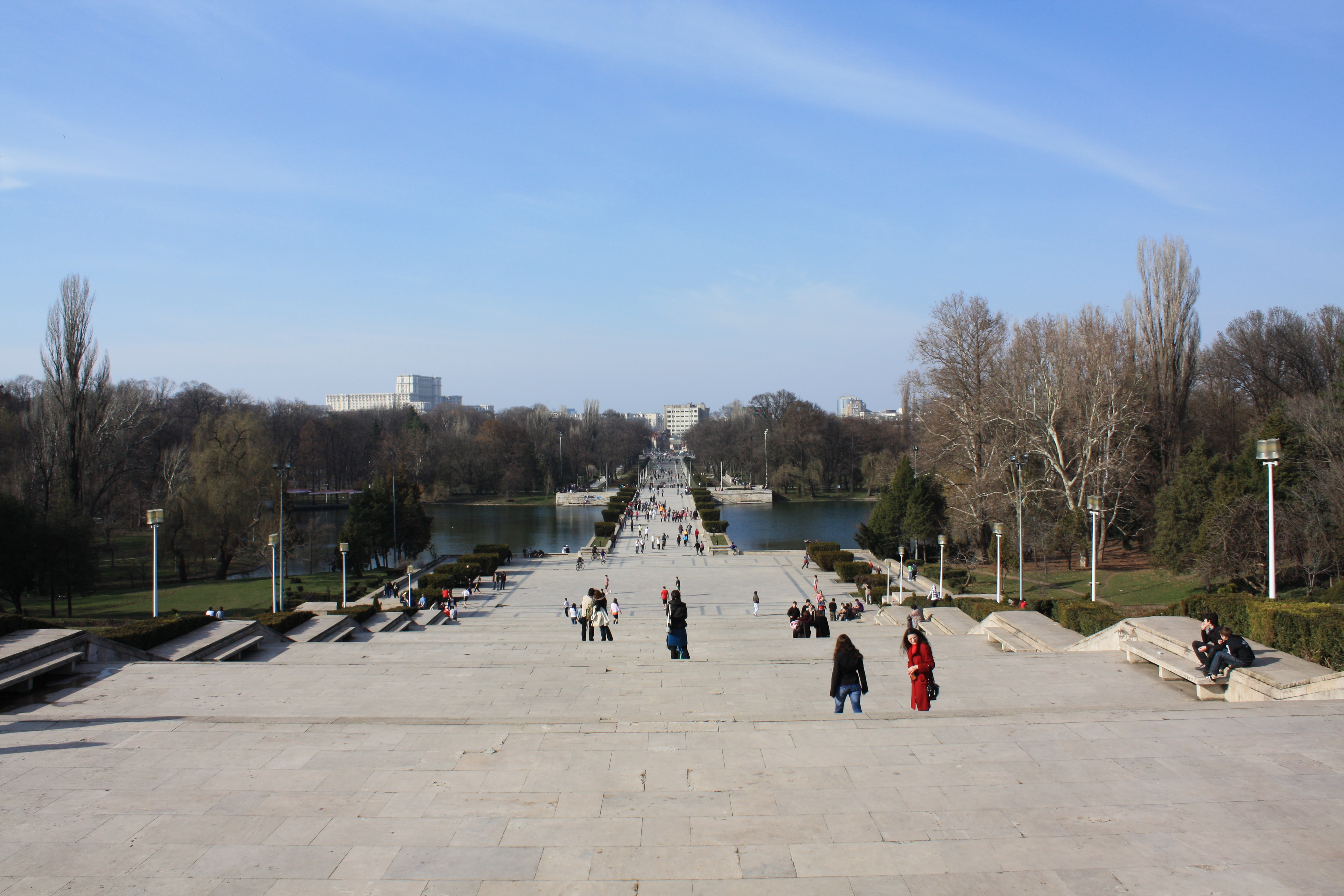
Парк Кароля I
Дворец парламента
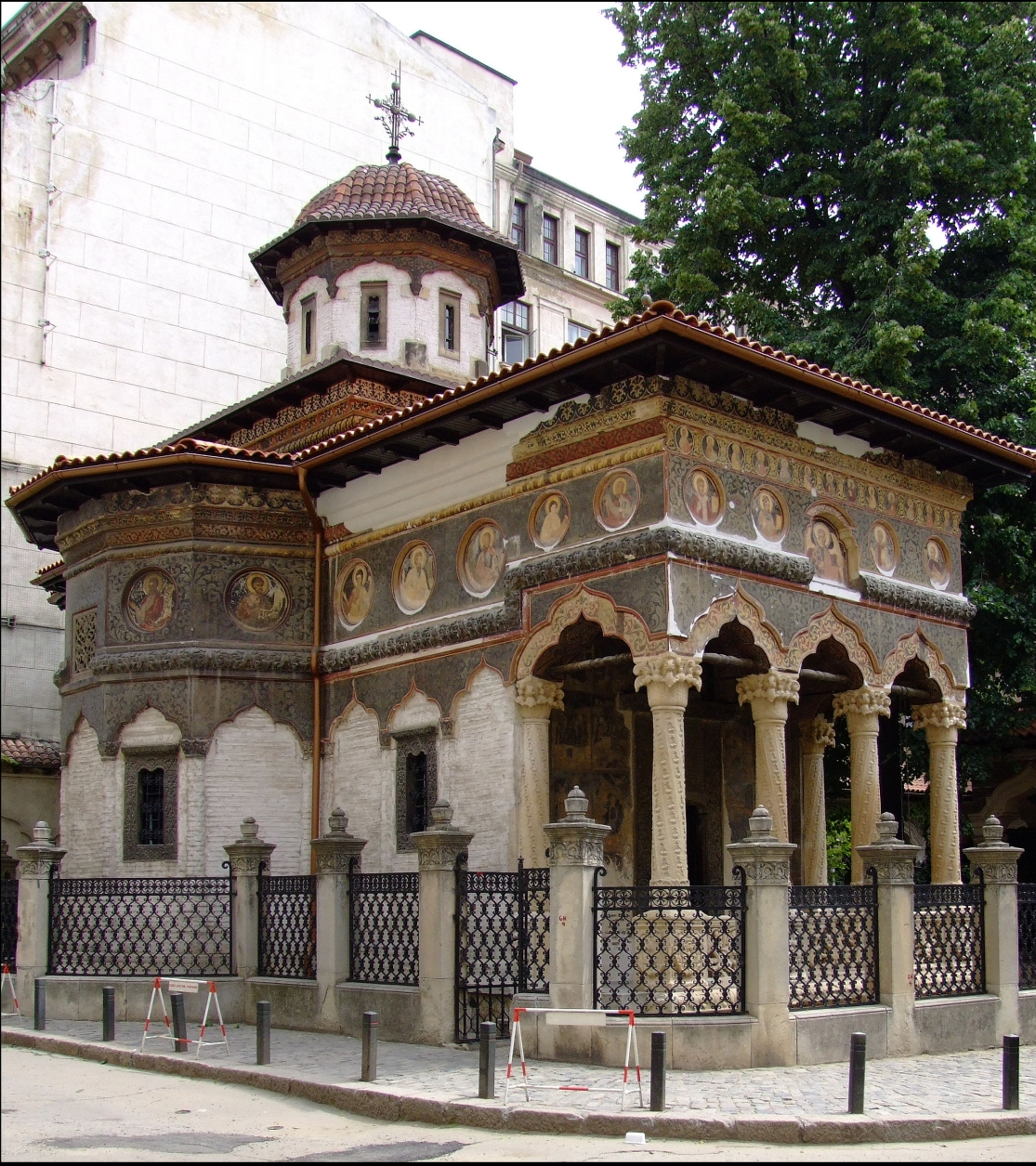
Ставропольский монастырь

### Кладбища
- Беллу
- Генча

## Города-побратимы
Бухарест является городом-побратимом следующих городов:
- Монреаль, Канада
- Кишинёв, Молдавия[24][25]
- Москва, Россия
- Стамбул, Турция
- Дамаск, Сирия[26]
- Ереван, Армения
- Лагос, Нигерия
- Манила, Филиппины
- Лондон, Великобритания
- Афины, Греция (1993)[27]
- Атланта, США (1994)[24]
- Анкара, Турция (1998)[24][28]
- Амман, Иордания (1999)[24]
- Сан-Паулу, Бразилия (2000)[29][30][31]
- Рио-де-Жанейро, Бразилия (2002)
- Детройт, США
- София, Болгария
- Никосия, Кипр (2004)[24]
- Пекин, КНР (2005)[24][32]
- Тирана, Албания (2007)[33]